# Hespérie de Barbarie
Muschampia mohammed
Espèce
L’Hespérie de Barbarie (Muschampia mohammed) est une espèce d'insectes lépidoptères (papillons) qui appartient à la famille des Hesperiidae, à la sous-famille des Pyrginae et au genre Muschampia.

## Taxonomie
Muschampia mohammed a été décrit par Charles Oberthür en 1887 sous le nom initial de Syrichthus mohammed.
Synonyme : Hesperia Caïd Le Cerf, 1923.

### Noms vernaculaires
L'Hespérie de Barbarie se nomme Barbary Skipper oen anglais.

## Description
L'Hespérie de Barbarie est un petit papillon au dessus de couleur marron, avec une bordure blanche indentée de marron au bord externe qui est ondulé aux ailes postérieures. L'ornementation consiste en une ligne submarginale de discrets chevrons blancs et des taches blanches en alignées.
Le revers est ocre avec la même ornementation blanche.

## Biologie

### Période de vol et hivernation
L'Hespérie de Barbarie vole en deux ou trois générations entre mars et octobre.

### Plantes hôtes
Les plantes hôtes de sa chenille sont des Phlomis, Phlomis bovei et Phlomis crinita.

## Écologie et distribution
L'Hespérie de Barbarie est présente au Maroc, en Algérie et en Tunisie,.

### Biotope
L'Hespérie de Barbarie réside dans les lieux rocheux fleuris.

### Protection
Pas de statut de protection particulier.